# Serica karafutoensis
Serica karafutoensis är en skalbaggsart som beskrevs av Niijima och Sôichirô Kinoshita 1923. Serica karafutoensis ingår i släktet Serica och familjen Melolonthidae. Utöver nominatformen finns också underarten S. k. honshuensis.